# Grand Prix E3 2000
Le Grand Prix E3 2000 est la 43e édition de cette course cycliste masculine sur route. Il a lieu le 26 mars 2000 en Belgique. Elle a été remportée par le Russe Sergueï Ivanov (Farm Frites) devant son coéquipier le Belge Geert Van Bondt et un autre Belge, Chris Peers (Cofidis, Le Crédit par Téléphone).

## Présentation

### Équipes
Vingt-quatre équipes participent à la course : 12 faisant partie des GSI, la première division mondiale, et les douze dernières des GSII, la seconde division mondiale.
| Groupes sportifs I (12)- Cofidis-Le Crédit par Téléphone - Deutsche Telekom - Farm Frites - Fassa Bortolo - La Française des jeux - Lampre-Daikin - Lotto-Adecco - Mapei-Quick Step - Memory Card-Jack & Jones - Polti - Rabobank - Saeco-Valli & Valli Groupes sportifs II (12)- Alessio-Banca SMG - Bankgiroloterij-Batavus - Cantina Tollo-Regain - Collstrop-De Federale Verzekeringen - Team Cologne - Flanders-Prefetex - Mobilvetta-Rossin - Team Nürnberger - Palmans-Ideal - Tönissteiner-Colnago - Ville de Charleroi-New Systems - Vlaanderen |
| |

## Classements

### Classement final
| \| Classement général \| Classement général \| Classement général \| Classement général \| Classement général \| \| Coureur \| Coureur \| Pays \| Équipe \| Temps \| \| ------------------ \| ------------------ \| ------------------ \| ------------------------------- \| ------------------ \| \| 1er \| Sergueï Ivanov \| Russie \| Farm Frites \| 5 h 13 min 00 s \| \| 2e \| Geert Van Bondt \| Belgique \| Farm Frites \| + 56 s \| \| 3e \| Chris Peers \| Belgique \| Cofidis-Le Crédit par Téléphone \| + 56 s \| \| 4e \| Marc Wauters \| Belgique \| Rabobank \| + 1 min 31 s \| \| 5e \| Hendrik Van Dijck \| Belgique \| Palmans-Ideal \| + 1 min 43 s \| \| 6e \| Peter Van Petegem \| Belgique \| Farm Frites \| + 1 min 43 s \| \| 7e \| Fabio Sacchi \| Italie \| Polti \| + 1 min 43 s \| \| 8e \| Gianpaolo Mondini \| Italie \| Cantina Tollo-Regain \| + 1 min 43 s \| \| 9e \| Andreas Klier \| Allemagne \| Farm Frites \| + 1 min 43 s \| \| 10e \| Max van Heeswijk \| Pays-Bas \| Mapei-Quick Step \| + 1 min 43 s \| \| 11e \| Andreï Tchmil \| Belgique \| Lotto-Adecco \| + 1 min 43 s \| \| 12e \| Frédéric Guesdon \| France \| La Française des jeux \| + 1 min 43 s \| \| 13e \| Peter Farazijn \| Belgique \| Cofidis-Le Crédit par Téléphone \| + 1 min 43 s \| \| 14e \| Jan Schaffrath \| Allemagne \| Deutsche Telekom \| + 1 min 43 s \| \| 15e \| Ralf Grabsch \| Allemagne \| Deutsche Telekom \| + 1 min 43 s \| \| 16e \| Paul Van Hyfte \| Belgique \| Lotto-Adecco \| + 1 min 46 s \| \| 17e \| Jans Koerts \| Pays-Bas \| Farm Frites \| + 3 min 40 s \| \| 18e \| Flavio Zandarin \| Italie \| Alessio-Banca SMG \| + 3 min 40 s \| \| 19e \| Nico Mattan \| Belgique \| Cofidis-Le Crédit par Téléphone \| + 3 min 40 s \| \| 20e \| Mirko Celestino \| Italie \| Polti \| + 3 min 40 s \| |                   |           |                                 |                 |
| |                   |           |                                 |                 |
| |                   |           |                                 |                 |
| Classement général |                   |           |                                 |                 |
| Coureur | Coureur           | Pays      | Équipe                          | Temps           |
| 1er | Sergueï Ivanov    | Russie    | Farm Frites                     | 5 h 13 min 00 s |
| 2e | Geert Van Bondt   | Belgique  | Farm Frites                     | + 56 s          |
| 3e | Chris Peers       | Belgique  | Cofidis-Le Crédit par Téléphone | + 56 s          |
| 4e | Marc Wauters      | Belgique  | Rabobank                        | + 1 min 31 s    |
| 5e | Hendrik Van Dijck | Belgique  | Palmans-Ideal                   | + 1 min 43 s    |
| 6e | Peter Van Petegem | Belgique  | Farm Frites                     | + 1 min 43 s    |
| 7e | Fabio Sacchi      | Italie    | Polti                           | + 1 min 43 s    |
| 8e | Gianpaolo Mondini | Italie    | Cantina Tollo-Regain            | + 1 min 43 s    |
| 9e | Andreas Klier     | Allemagne | Farm Frites                     | + 1 min 43 s    |
| 10e | Max van Heeswijk  | Pays-Bas  | Mapei-Quick Step                | + 1 min 43 s    |
| 11e | Andreï Tchmil     | Belgique  | Lotto-Adecco                    | + 1 min 43 s    |
| 12e | Frédéric Guesdon  | France    | La Française des jeux           | + 1 min 43 s    |
| 13e | Peter Farazijn    | Belgique  | Cofidis-Le Crédit par Téléphone | + 1 min 43 s    |
| 14e | Jan Schaffrath    | Allemagne | Deutsche Telekom                | + 1 min 43 s    |
| 15e | Ralf Grabsch      | Allemagne | Deutsche Telekom                | + 1 min 43 s    |
| 16e | Paul Van Hyfte    | Belgique  | Lotto-Adecco                    | + 1 min 46 s    |
| 17e | Jans Koerts       | Pays-Bas  | Farm Frites                     | + 3 min 40 s    |
| 18e | Flavio Zandarin   | Italie    | Alessio-Banca SMG               | + 3 min 40 s    |
| 19e | Nico Mattan       | Belgique  | Cofidis-Le Crédit par Téléphone | + 3 min 40 s    |
| 20e | Mirko Celestino   | Italie    | Polti                           | + 3 min 40 s    |

## Liste des participants
| Légende | Légende                                                                    | Légende | Légende                                                    |
| ------- | -------------------------------------------------------------------------- | ------- | ---------------------------------------------------------- |
| Num     | Dossard de départ porté par le coureur sur ce Grand Prix E3                | Pos     | Position à l'arrivée de la course                          |
|         | Indique un maillot de champion national ou mondial, suivi de sa spécialité | NP      | Indique un coureur qui n'a pas pris le départ de la course |
| AB      | Indique un coureur qui n'a pas terminé la course                           | HD      | Indique un coureur qui a terminé la course hors des délais |

| Farm Frites FAR | Farm Frites FAR         | Farm Frites FAR |
| --------------- | ----------------------- | --------------- |
| Num             | Coureur                 | Pos             |
| 1               | Peter Van Petegem (BEL) | 6e              |
| 2               | Robbie McEwen (AUS)     |                 |
| 3               | Sergueï Ivanov (RUS)    | 1er             |
| 4               | Geert Van Bondt (BEL)   | 2e              |
| 5               | Remco van der Ven (NED) |                 |
| 6               | Andreas Klier (GER)     | 9e              |
| 7               | Servais Knaven (NED)    |                 |
| 8               | Jans Koerts (NED)       | 17e             |

| Mapei-Quick Step MAP | Mapei-Quick Step MAP   | Mapei-Quick Step MAP |
| -------------------- | ---------------------- | -------------------- |
| Num                  | Coureur                | Pos                  |
| 11                   | Johan Museeuw (BEL)    | 76e                  |
| 12                   | Tom Steels (BEL)       | 28e                  |
| 13                   | Kevin Hulsmans (BEL)   | 41e                  |
| 14                   | Bart Leysen (BEL)      | 65e                  |
| 15                   | Leif Hoste (BEL)       | 77e                  |
| 16                   | Wilfried Peeters (BEL) | 23e                  |
| 17                   | Max van Heeswijk (NED) | 10e                  |
| 18                   | Stefano Zanini (ITA)   | AB                   |

| Deutsche Telekom TEL | Deutsche Telekom TEL   | Deutsche Telekom TEL |
| -------------------- | ---------------------- | -------------------- |
| Num                  | Coureur                | Pos                  |
| 21                   | Steffen Wesemann (GER) | AB                   |
| 22                   | Rolf Aldag (GER)       | 56e                  |
| 23                   | Ralf Grabsch (GER)     | 15e                  |
| 24                   | Danilo Hondo (GER)     | 26e                  |
| 25                   | Kai Hundertmarck (GER) | 74e                  |
| 26                   | Andrey Mizourov (KAZ)  |                      |
| 27                   | Jan Schaffrath (GER)   | 14e                  |
| 28                   | Stephan Schreck (GER)  | AB                   |

| Cofidis-Le Crédit par Téléphone COF | Cofidis-Le Crédit par Téléphone COF | Cofidis-Le Crédit par Téléphone COF |
| ----------------------------------- | ----------------------------------- | ----------------------------------- |
| Num                                 | Coureur                             | Pos                                 |
| 31                                  | Frank Vandenbroucke (BEL)           | AB                                  |
| 32                                  | Jo Planckaert (BEL)                 | 81e                                 |
| 33                                  | Francis Moreau (FRA)                | AB                                  |
| 34                                  | Steve De Wolf (BEL)                 | 49e                                 |
| 35                                  | Peter Farazijn (BEL)                | 13e                                 |
| 36                                  | Philippe Gaumont (FRA)              | AB                                  |
| 37                                  | Nico Mattan (BEL)                   | 19e                                 |
| 38                                  | Chris Peers (BEL)                   | 3e                                  |

| La Française des jeux FDJ | La Française des jeux FDJ | La Française des jeux FDJ |
| ------------------------- | ------------------------- | ------------------------- |
| Num                       | Coureur                   | Pos                       |
| 41                        | Lars Michaelsen (DEN)     | AB                        |
| 42                        | Fabrizio Guidi (ITA)      | AB                        |
| 43                        | Frank Høj (DEN)           | 32e                       |
| 44                        | Emmanuel Magnien (FRA)    | AB                        |
| 45                        | Christophe Mengin (FRA)   | 51e                       |
| 46                        | Frédéric Guesdon (FRA)    | 12e                       |
| 47                        | Franck Perque (FRA)       | AB                        |
| 48                        | Cyril Saugrain (FRA)      | AB                        |

| Fassa Bortolo FAS | Fassa Bortolo FAS         | Fassa Bortolo FAS |
| ----------------- | ------------------------- | ----------------- |
| Num               | Coureur                   | Pos               |
| 51                | Fabio Baldato (ITA)       | 44e               |
| 52                | Dimitri Konyshev (RUS)    |                   |
| 53                | Raimondas Rumšas (LTU)    |                   |
| 54                | Gabriele Balducci (ITA)   |                   |
| 55                | Nicola Loda (ITA)         |                   |
| 56                | Roberto Petito (ITA)      |                   |
| 57                | Alessandro Petacchi (ITA) |                   |
| 58                | Matteo Tosatto (ITA)      | 30e               |

| Lotto-Adecco LOT | Lotto-Adecco LOT           | Lotto-Adecco LOT |
| ---------------- | -------------------------- | ---------------- |
| Num              | Coureur                    | Pos              |
| 61               | Andreï Tchmil (BEL)        | 11e              |
| 62               | Koen Beeckman (BEL)        | 37e              |
| 63               | Fabien De Waele (BEL)      | 46e              |
| 64               | Jacky Durand (FRA)         | AB               |
| 65               | Thierry Marichal (BEL)     | 34e              |
| 66               | Paul Van Hyfte (BEL)       | 16e              |
| 67               | Christophe Detilloux (BEL) | 45e              |
| 68               | Peter Wuyts (BEL)          | 47e              |

| Memory Card-Jack & Jones MCJ | Memory Card-Jack & Jones MCJ | Memory Card-Jack & Jones MCJ |
| ---------------------------- | ---------------------------- | ---------------------------- |
| Num                          | Coureur                      | Pos                          |
| 71                           | Jesper Skibby (DEN)          | AB                           |
| 72                           | Arvis Piziks (LAT)           | 40e                          |
| 73                           | Tristan Hoffman (NED)        | 71e                          |
| 74                           | Frank Corvers (BEL)          | 72e                          |
| 75                           | Matthew Gilmore (BEL)        | AB                           |
| 76                           | Bjarke Nielsen (DEN)         | AB                           |
| 77                           | Jacob Moe Rasmussen (DEN)    | AB                           |
| 78                           | Allan Johansen (DEN)         | AB                           |

| Rabobank RAB | Rabobank RAB             | Rabobank RAB |
| ------------ | ------------------------ | ------------ |
| Num          | Coureur                  | Pos          |
| 81           | Markus Zberg (SUI)       | 69e          |
| 82           | Maarten den Bakker (NED) | AB           |
| 83           | Erik Dekker (NED)        | AB           |
| 84           | Léon van Bon (NED)       | 66e          |
| 85           | Steven de Jongh (NED)    | 67e          |
| 86           | Marc Wauters (BEL)       | 4e           |
| 87           | Aart Vierhouten (NED)    | AB           |
| 88           | Jan Boven (NED)          | 63e          |

| Cantina Tollo-Regain CTA | Cantina Tollo-Regain CTA     | Cantina Tollo-Regain CTA |
| ------------------------ | ---------------------------- | ------------------------ |
| Num                      | Coureur                      | Pos                      |
| 91                       | Paolo Bossoni (ITA)          | AB                       |
| 92                       | Gabriele Colombo (ITA)       | AB                       |
| 93                       | Federico Colonna (ITA)       | AB                       |
| 94                       | Marco Antonio Di Renzo (ITA) | 38e                      |
| 95                       | Federico Giabbecucci (ITA)   | AB                       |
| 96                       | Gianpaolo Mondini (ITA)      | 8e                       |
| 97                       | Germano Pierdomenico (ITA)   | AB                       |
| 98                       | Guido Trenti (ITA)           | AB                       |

| Saeco-Valli & Valli SAE | Saeco-Valli & Valli SAE  | Saeco-Valli & Valli SAE |
| ----------------------- | ------------------------ | ----------------------- |
| Num                     | Coureur                  | Pos                     |
| 101                     | Salvatore Commesso (ITA) | 83e                     |
| 102                     | Christophe Brandt (BEL)  | AB                      |
| 103                     | Alessandro Guerra (ITA)  | AB                      |
| 104                     | Jörg Ludewig (GER)       | AB                      |
| 105                     | Massimiliano Mori (ITA)  | AB                      |
| 106                     | Torsten Nitsche (GER)    | 27e                     |
| 107                     | Dario Pieri (ITA)        | 68e                     |
| 108                     | Christian Wegmann (GER)  | AB                      |

| Lampre-Daikin LAM | Lampre-Daikin LAM        | Lampre-Daikin LAM |
| ----------------- | ------------------------ | ----------------- |
| Num               | Coureur                  | Pos               |
| 111               | Oscar Camenzind (SUI)    | 64e               |
| 112               | Zbigniew Spruch (POL)    | 62e               |
| 113               | Marco Serpellini (ITA)   | 73e               |
| 114               | Franco Ballerini (ITA)   | 79e               |
| 115               | Robert Hunter (RSA)      | 52e               |
| 116               | Gabriele Missaglia (ITA) | AB                |
| 117               | Ján Svorada (CZE)        | AB                |
| 118               | Johan Verstrepen (BEL)   | AB                |

| Polti PLT | Polti PLT               | Polti PLT |
| --------- | ----------------------- | --------- |
| Num       | Coureur                 | Pos       |
| 121       | Jeroen Blijlevens (NED) | AB        |
| 122       | Mirko Celestino (ITA)   | 20e       |
| 123       | Eddy Mazzoleni (ITA)    | AB        |
| 124       | Bart Voskamp (NED)      | 70e       |
| 125       | Fabio Sacchi (ITA)      | 7e        |
| 126       | Rossano Brasi (ITA)     | 25e       |
| 127       | Enrico Cassani (ITA)    | AB        |
| 128       | Mirko Crepaldi (ITA)    | AB        |

| Mobilvetta-Rossin ___ | Mobilvetta-Rossin ___    | Mobilvetta-Rossin ___ |
| --------------------- | ------------------------ | --------------------- |
| Num                   | Coureur                  | Pos                   |
| 131                   | Evgueni Berzin (RUS)     | AB                    |
| 132                   | Raffaele Bosi (ITA)      | AB                    |
| 133                   | Domenico Gualdi (ITA)    | AB                    |
| 134                   | Sergei Lelekin (RUS)     | AB                    |
| 135                   | Graziano Recinella (ITA) | AB                    |
| 136                   | Corrado Serina (ITA)     | AB                    |
| 137                   | Daniele Gadenz (ITA)     | AB                    |
| 138                   | Mirko Gualdi (ITA)       | AB                    |

| Alessio-Banca SMG ALS | Alessio-Banca SMG ALS    | Alessio-Banca SMG ALS |
| --------------------- | ------------------------ | --------------------- |
| Num                   | Coureur                  | Pos                   |
| 141                   | Stefano Casagranda (ITA) | AB                    |
| 142                   | Davide Casarotto (ITA)   | AB                    |
| 143                   | Leonardo Guidi (ITA)     | AB                    |
| 144                   | Martin Hvastija (SLO)    | 75e                   |
| 145                   | Sergueï Outschakov (UKR) | AB                    |
| 146                   | Massimo Strazzer (ITA)   | AB                    |
| 147                   | Alberto Vinale (ITA)     | AB                    |
| 148                   | Flavio Zandarin (ITA)    | 18e                   |

| Farm Frites FAR | Farm Frites FAR         | Farm Frites FAR |
| --------------- | ----------------------- | --------------- |
| Num             | Coureur                 | Pos             |
| 1               | Peter Van Petegem (BEL) | 6e              |
| 2               | Robbie McEwen (AUS)     |                 |
| 3               | Sergueï Ivanov (RUS)    | 1er             |
| 4               | Geert Van Bondt (BEL)   | 2e              |
| 5               | Remco van der Ven (NED) |                 |
| 6               | Andreas Klier (GER)     | 9e              |
| 7               | Servais Knaven (NED)    |                 |
| 8               | Jans Koerts (NED)       | 17e             |

| Mapei-Quick Step MAP | Mapei-Quick Step MAP   | Mapei-Quick Step MAP |
| -------------------- | ---------------------- | -------------------- |
| Num                  | Coureur                | Pos                  |
| 11                   | Johan Museeuw (BEL)    | 76e                  |
| 12                   | Tom Steels (BEL)       | 28e                  |
| 13                   | Kevin Hulsmans (BEL)   | 41e                  |
| 14                   | Bart Leysen (BEL)      | 65e                  |
| 15                   | Leif Hoste (BEL)       | 77e                  |
| 16                   | Wilfried Peeters (BEL) | 23e                  |
| 17                   | Max van Heeswijk (NED) | 10e                  |
| 18                   | Stefano Zanini (ITA)   | AB                   |

| Deutsche Telekom TEL | Deutsche Telekom TEL   | Deutsche Telekom TEL |
| -------------------- | ---------------------- | -------------------- |
| Num                  | Coureur                | Pos                  |
| 21                   | Steffen Wesemann (GER) | AB                   |
| 22                   | Rolf Aldag (GER)       | 56e                  |
| 23                   | Ralf Grabsch (GER)     | 15e                  |
| 24                   | Danilo Hondo (GER)     | 26e                  |
| 25                   | Kai Hundertmarck (GER) | 74e                  |
| 26                   | Andrey Mizourov (KAZ)  |                      |
| 27                   | Jan Schaffrath (GER)   | 14e                  |
| 28                   | Stephan Schreck (GER)  | AB                   |

| Cofidis-Le Crédit par Téléphone COF | Cofidis-Le Crédit par Téléphone COF | Cofidis-Le Crédit par Téléphone COF |
| ----------------------------------- | ----------------------------------- | ----------------------------------- |
| Num                                 | Coureur                             | Pos                                 |
| 31                                  | Frank Vandenbroucke (BEL)           | AB                                  |
| 32                                  | Jo Planckaert (BEL)                 | 81e                                 |
| 33                                  | Francis Moreau (FRA)                | AB                                  |
| 34                                  | Steve De Wolf (BEL)                 | 49e                                 |
| 35                                  | Peter Farazijn (BEL)                | 13e                                 |
| 36                                  | Philippe Gaumont (FRA)              | AB                                  |
| 37                                  | Nico Mattan (BEL)                   | 19e                                 |
| 38                                  | Chris Peers (BEL)                   | 3e                                  |

| La Française des jeux FDJ | La Française des jeux FDJ | La Française des jeux FDJ |
| ------------------------- | ------------------------- | ------------------------- |
| Num                       | Coureur                   | Pos                       |
| 41                        | Lars Michaelsen (DEN)     | AB                        |
| 42                        | Fabrizio Guidi (ITA)      | AB                        |
| 43                        | Frank Høj (DEN)           | 32e                       |
| 44                        | Emmanuel Magnien (FRA)    | AB                        |
| 45                        | Christophe Mengin (FRA)   | 51e                       |
| 46                        | Frédéric Guesdon (FRA)    | 12e                       |
| 47                        | Franck Perque (FRA)       | AB                        |
| 48                        | Cyril Saugrain (FRA)      | AB                        |

| Fassa Bortolo FAS | Fassa Bortolo FAS         | Fassa Bortolo FAS |
| ----------------- | ------------------------- | ----------------- |
| Num               | Coureur                   | Pos               |
| 51                | Fabio Baldato (ITA)       | 44e               |
| 52                | Dimitri Konyshev (RUS)    |                   |
| 53                | Raimondas Rumšas (LTU)    |                   |
| 54                | Gabriele Balducci (ITA)   |                   |
| 55                | Nicola Loda (ITA)         |                   |
| 56                | Roberto Petito (ITA)      |                   |
| 57                | Alessandro Petacchi (ITA) |                   |
| 58                | Matteo Tosatto (ITA)      | 30e               |

| Lotto-Adecco LOT | Lotto-Adecco LOT           | Lotto-Adecco LOT |
| ---------------- | -------------------------- | ---------------- |
| Num              | Coureur                    | Pos              |
| 61               | Andreï Tchmil (BEL)        | 11e              |
| 62               | Koen Beeckman (BEL)        | 37e              |
| 63               | Fabien De Waele (BEL)      | 46e              |
| 64               | Jacky Durand (FRA)         | AB               |
| 65               | Thierry Marichal (BEL)     | 34e              |
| 66               | Paul Van Hyfte (BEL)       | 16e              |
| 67               | Christophe Detilloux (BEL) | 45e              |
| 68               | Peter Wuyts (BEL)          | 47e              |

| Memory Card-Jack & Jones MCJ | Memory Card-Jack & Jones MCJ | Memory Card-Jack & Jones MCJ |
| ---------------------------- | ---------------------------- | ---------------------------- |
| Num                          | Coureur                      | Pos                          |
| 71                           | Jesper Skibby (DEN)          | AB                           |
| 72                           | Arvis Piziks (LAT)           | 40e                          |
| 73                           | Tristan Hoffman (NED)        | 71e                          |
| 74                           | Frank Corvers (BEL)          | 72e                          |
| 75                           | Matthew Gilmore (BEL)        | AB                           |
| 76                           | Bjarke Nielsen (DEN)         | AB                           |
| 77                           | Jacob Moe Rasmussen (DEN)    | AB                           |
| 78                           | Allan Johansen (DEN)         | AB                           |

| Rabobank RAB | Rabobank RAB             | Rabobank RAB |
| ------------ | ------------------------ | ------------ |
| Num          | Coureur                  | Pos          |
| 81           | Markus Zberg (SUI)       | 69e          |
| 82           | Maarten den Bakker (NED) | AB           |
| 83           | Erik Dekker (NED)        | AB           |
| 84           | Léon van Bon (NED)       | 66e          |
| 85           | Steven de Jongh (NED)    | 67e          |
| 86           | Marc Wauters (BEL)       | 4e           |
| 87           | Aart Vierhouten (NED)    | AB           |
| 88           | Jan Boven (NED)          | 63e          |

| Cantina Tollo-Regain CTA | Cantina Tollo-Regain CTA     | Cantina Tollo-Regain CTA |
| ------------------------ | ---------------------------- | ------------------------ |
| Num                      | Coureur                      | Pos                      |
| 91                       | Paolo Bossoni (ITA)          | AB                       |
| 92                       | Gabriele Colombo (ITA)       | AB                       |
| 93                       | Federico Colonna (ITA)       | AB                       |
| 94                       | Marco Antonio Di Renzo (ITA) | 38e                      |
| 95                       | Federico Giabbecucci (ITA)   | AB                       |
| 96                       | Gianpaolo Mondini (ITA)      | 8e                       |
| 97                       | Germano Pierdomenico (ITA)   | AB                       |
| 98                       | Guido Trenti (ITA)           | AB                       |

| Saeco-Valli & Valli SAE | Saeco-Valli & Valli SAE  | Saeco-Valli & Valli SAE |
| ----------------------- | ------------------------ | ----------------------- |
| Num                     | Coureur                  | Pos                     |
| 101                     | Salvatore Commesso (ITA) | 83e                     |
| 102                     | Christophe Brandt (BEL)  | AB                      |
| 103                     | Alessandro Guerra (ITA)  | AB                      |
| 104                     | Jörg Ludewig (GER)       | AB                      |
| 105                     | Massimiliano Mori (ITA)  | AB                      |
| 106                     | Torsten Nitsche (GER)    | 27e                     |
| 107                     | Dario Pieri (ITA)        | 68e                     |
| 108                     | Christian Wegmann (GER)  | AB                      |

| Lampre-Daikin LAM | Lampre-Daikin LAM        | Lampre-Daikin LAM |
| ----------------- | ------------------------ | ----------------- |
| Num               | Coureur                  | Pos               |
| 111               | Oscar Camenzind (SUI)    | 64e               |
| 112               | Zbigniew Spruch (POL)    | 62e               |
| 113               | Marco Serpellini (ITA)   | 73e               |
| 114               | Franco Ballerini (ITA)   | 79e               |
| 115               | Robert Hunter (RSA)      | 52e               |
| 116               | Gabriele Missaglia (ITA) | AB                |
| 117               | Ján Svorada (CZE)        | AB                |
| 118               | Johan Verstrepen (BEL)   | AB                |

| Polti PLT | Polti PLT               | Polti PLT |
| --------- | ----------------------- | --------- |
| Num       | Coureur                 | Pos       |
| 121       | Jeroen Blijlevens (NED) | AB        |
| 122       | Mirko Celestino (ITA)   | 20e       |
| 123       | Eddy Mazzoleni (ITA)    | AB        |
| 124       | Bart Voskamp (NED)      | 70e       |
| 125       | Fabio Sacchi (ITA)      | 7e        |
| 126       | Rossano Brasi (ITA)     | 25e       |
| 127       | Enrico Cassani (ITA)    | AB        |
| 128       | Mirko Crepaldi (ITA)    | AB        |

| Mobilvetta-Rossin ___ | Mobilvetta-Rossin ___    | Mobilvetta-Rossin ___ |
| --------------------- | ------------------------ | --------------------- |
| Num                   | Coureur                  | Pos                   |
| 131                   | Evgueni Berzin (RUS)     | AB                    |
| 132                   | Raffaele Bosi (ITA)      | AB                    |
| 133                   | Domenico Gualdi (ITA)    | AB                    |
| 134                   | Sergei Lelekin (RUS)     | AB                    |
| 135                   | Graziano Recinella (ITA) | AB                    |
| 136                   | Corrado Serina (ITA)     | AB                    |
| 137                   | Daniele Gadenz (ITA)     | AB                    |
| 138                   | Mirko Gualdi (ITA)       | AB                    |

| Alessio-Banca SMG ALS | Alessio-Banca SMG ALS    | Alessio-Banca SMG ALS |
| --------------------- | ------------------------ | --------------------- |
| Num                   | Coureur                  | Pos                   |
| 141                   | Stefano Casagranda (ITA) | AB                    |
| 142                   | Davide Casarotto (ITA)   | AB                    |
| 143                   | Leonardo Guidi (ITA)     | AB                    |
| 144                   | Martin Hvastija (SLO)    | 75e                   |
| 145                   | Sergueï Outschakov (UKR) | AB                    |
| 146                   | Massimo Strazzer (ITA)   | AB                    |
| 147                   | Alberto Vinale (ITA)     | AB                    |
| 148                   | Flavio Zandarin (ITA)    | 18e                   |